# 私たちはどうかしている
『私たちはどうかしている』（わたしたちはどうかしている）は、安藤なつみによる日本の漫画作品。『BE・LOVE』（講談社）にて2016年24号から2021年9月号まで連載された。略称は「わたどう」。新章となる『私たちはどうかしている 新婚編』が、同誌にて2022年1月号から2023年3月号まで連載。その後、続編となる『私たちはどうかしている 妻恋い』が、同誌にて2024年8月号から連載されている。2021年5月時点で累計発行部数は500万部を突破している。

## あらすじ
ある和菓子職人、大倉百合子は金沢の和菓子屋・光月庵で住み込みで働くこととなる。娘の七桜は同い年で光月庵の跡継ぎ息子の椿に出会う。2人はだんだん仲良くなっていき、互いに初恋の相手になる。
そんな幸せな生活を送っているある日、椿の父である光月庵の若旦那が何者かに殺害された。椿の証言により、百合子は警察に逮捕され、七桜は光月庵を追い出されてしまう。互いに初恋の相手であった2人はこの事件をきっかけに、互いに憎しみ合ったまま離れ離れとなってしまう。
それから15年後、大人になった七桜はある男性から、七桜に宛てられた「私は何もやってない」という母の手紙を受け取る。
数日後、2人は七桜の知人の結婚式の引き出物になる和菓子作り対決という形で再会した。目の前に現れた花岡七桜がかつて父の経営していた和菓子店に出入りしていた幼なじみとは気づいていない椿は、家族によって決められた結婚を破談にするために会ったその日に七桜にプロポーズする。七桜は母の無実を証明すべく、椿の申し出を受け入れる。しかしそこには結婚に反対する椿の母の嫌がらせや一筋縄ではいかない家庭事情が2人に襲いかかってくる。

## 登場人物
花岡 七桜（はなおか なお）〈21〉
本作品の主人公。1996年生まれでA型。本名：大倉七桜。和菓子職人で15年前に幼なじみの椿の証言により殺人容疑で逮捕された和菓子職人だった母・大倉百合子の無実を証明すべく、幼なじみがいる光月庵に乗り込む。
過去の事件の影響で赤色のものを見ると過呼吸を起こしてしまう。実は百合子と樹の娘。百合子が宗寿朗の息子・樹と初恋関係だったが、今日子と結婚した樹とはお互い忘れられず、百合子と愛し合い産まれたのが七桜だった。
高月 椿（たかつき つばき）〈21〉
本作品のもう一人の主人公。和菓子職人。和菓子店「光月庵」の跡取り息子。目の前に現れた七桜が幼なじみであると気づかぬまま、家族が決めた結婚を破談すべく、出会ったその日に結婚を申し込む。家族からの愛情が注がれぬまま育ったため、いつも孤独感を味わっている。
多喜川 薫（たきがわ かおる）
七桜の前に現れた青年。実は椿の異母兄。多喜川家に婿入りした父・秀幸が母・美由紀の存命中に不倫関係を持った今日子を憎んでいる。
高月 今日子（たかつき きょうこ）
椿の母で「光月庵」の女将。椿を当主にすることに執心している傍ら、七桜を敵視している。
旧姓: 鳳。物心のつく前に実母を失うが、継母に邪魔者扱いされていた。
許嫁の高月樹と結婚するが、既に百合子を愛している樹に愛してもらえなかった。その後、「光月庵」常連客の一人で多喜川薫の父・秀幸と愛人関係になり椿を産んだ。
高月 宗寿郎（たかつき そうじゅろう）
「光月庵」の大旦那。椿の戸籍上の祖父。息子の樹を殺害された。樹に似ていない椿を高月家の一員として認めていない。

## 書誌情報
- 安藤なつみ 『私たちはどうかしている』 講談社〈BE・LOVE KC〉、全19巻
  1. 2017年4月13日発売[講 1]、ISBN 978-4-06-394538-6
  2. 2017年6月13日発売[講 2]、ISBN 978-4-06-394548-5
  3. 2017年9月13日発売[講 3]、ISBN 978-4-06-394555-3
  4. 2017年12月13日発売[講 4]、ISBN 978-4-06-510622-8
  5. 2018年3月13日発売[講 5]、ISBN 978-4-06-511085-0
  6. 2018年6月13日発売[講 6]、ISBN 978-4-06-511720-0
  7. 2018年9月13日発売[講 7]、ISBN 978-4-06-512892-3
  8. 2018年12月13日発売[講 8]、ISBN 978-4-06-514042-0
  9. 2019年4月12日発売[講 9]、ISBN 978-4-06-515093-1
  10. 2019年8月9日発売[講 10]、ISBN 978-4-06-516702-1
  11. 2019年12月13日発売[講 11]、ISBN 978-4-06-517936-9
  12. 2020年4月13日発売[講 12]、ISBN 978-4-06-519061-6
  13. 2020年8月12日発売[講 13]、ISBN 978-4-06-520238-8
  14. 2020年12月11日発売[講 14]、ISBN 978-4-06-521735-1
  15. 2021年5月13日発売[講 15]、ISBN 978-4-06-523243-9
  16. 2021年9月13日発売[講 16]、ISBN 978-4-06-524772-3
    - 『ミニカラー画集付き特装版』 同日発売[講 17]、ISBN 978-4-06-525769-2

  17. 「桜色の連歌」 2022年5月13日発売[講 18]、ISBN 978-4-06-527702-7
  18. 「蝶の棲家」 2023年1月13日[講 19]、ISBN 978-4-06-530364-1
  19. 「千代の春」 2023年2月13日[講 20]、ISBN 978-4-06-530590-4
- 安藤なつみ 『私たちはどうかしている　テレビドラマ化記念　1巻〜3巻お買い得パック』 講談社〈BE・LOVE KC〉2020年6月11日発売[講 21]、ISBN 978-4-06-520410-8
- 安藤なつみ 『私たちはどうかしている 妻恋い』 講談社〈BE・LOVE KC〉、既刊2巻（2025年5月13日現在）
  1. 2024年12月13日発売[8][講 22]、ISBN 978-4-06-537828-1
  2. 2025年5月13日発売[講 23]、ISBN 978-4-06-539499-1

## テレビドラマ
2020年8月12日から9月30日まで日本テレビ系「水曜ドラマ」で放送。当初予定は「7月期」の放送だったが、新型コロナウイルスの影響で日程が変更された。
浜辺美波と横浜流星のＷ主演。和菓子の監修は赤坂青野社長の青野啓樹と同店職人の菅喜博が行なっている。
2021年2月24日にBlu-ray＆DVD-BOXリリース。

### キャスト
花岡七桜 (はなおか なお)〈21〉
演 - 浜辺美波（15年前：宮崎歩夢）
本作品の主人公。旧姓は大倉。実は百合子と高月樹の子。母の才能を受け継いでいる若き和菓子職人。椿の父親を  殺したのは桜のお母さんと証言した椿のことを憎んでいる。結婚相手の椿のことを憎んでいるがだんだん惹かれていく。椿と七桜は幼なじみ。小さいころ椿に桜と呼ばれていた。光月庵が火事になったあと、椿が店を守ったということを知り、多喜川に自分のお店が欲しいとお願いし、「花がすみ」という店の若女将になった。そして、光月庵の跡取りを決める戦いに勝利。当主になり、その後椿と結ばれた。
高月椿 (たかつき つばき)〈21〉
演 - 横浜流星（15年前：森島律斗）
本作品のもう1人の主人公。光月庵の跡取り息子。実は今日子と多喜川秀幸の子。出会って早々七桜にプロポーズをし、七桜と結婚することになるが、七桜のことを幼なじみだった桜とは気づいていない。一緒に和菓子を作っているうちに七桜に惹かれていく。光月庵が火事になってから行方不明になっていた七桜のことを今でも思っていて、ずっと探している。そして、光月庵の跡取りを決める戦いで七桜に負け、その後目の治療をし、七桜と結ばれた。
城島祐介〈22〉
演 - 高杉真宙
長谷栞〈21〉
演 - 岸井ゆきの
椿の元許嫁。光月庵の火事で怪我を負い頬に消えない傷がある。
山口耕一〈43〉
演 - 和田聰宏
富岡勝〈48〉
演 - 岡部たかし
安部大吾〈28〉
演 - 前原滉
杉田綾人〈23〉
演 - 草野大成
多喜川薫〈32〉
演 - 山崎育三郎
「七桜の母・百合子の作るお菓子のファン」と名乗る謎の資産家。光月庵にも出入りしており、七桜のことも何かと気にかける。実は椿の異母兄で、母・美由紀は父・秀幸と今日子の不倫のせいで、精神を病んで錯乱状態となるまで追い詰められたため、七桜と同じく復讐相手の今日子に憎悪と復讐心を抱いていた。ドラマ版における15年前の事件の真犯人にして黒幕。
宮部夕子〈45〉
演 - 須藤理彩
小料理屋「ゆうこ」を営んでいる女将。
多喜川に頼まれ七桜の嘘の母親になった。
火事のあと2人が別々になったことに、「2人はまだ絶対思いあっているはずなのに」と七桜と椿の関係を心配している。
大倉百合子〈享年33〉
演 - 中村ゆり
七桜の母。光月庵に勤めていた和菓子職人。故人。15年前に光月庵の若旦那である高月樹を殺害した濡れ衣を着せられて逮捕されてしまった。
高月樹〈享年33〉
演 - 鈴木伸之
光月庵の若旦那。15年前に何者かに殺害されてしまった七桜の実父。今日子の夫だったが、嫌々お見合い結婚をしたため彼女への愛情はなく、結婚後も家庭内別居の状態にあった。
その一方で思いを寄せ続けている百合子のことを大切にしていたが、彼の行動が今日子の現在の性格を生む一因になってしまった。
高月宗寿郎〈67〉
演 - 佐野史郎
光月庵の大旦那。樹の父。
高月今日子〈45〉
演 - 観月ありさ
光月庵の女将にして椿の母。旧姓は鳳。
派手な雰囲気の女性で、傲慢かつ身勝手で腹黒い性格から樹と宗寿郎には疎んじられ邪険にされている 。椿に近づく七桜を執拗にまでいじめ、2人を引き裂こうとしている。
かつては心優しい性格で、一途に樹を愛し、家族を欲しがっていたが、百合子のことを思い続けた樹の言動が今のような性格になった一因となっている。
その中で生前の樹に離婚を申し出され、自分にも子供が出来ればと悩んだ挙句、常連の多喜川秀幸（薫の父）と不倫し椿をもうける。しかし、このことが原因で秀幸の妻の美由紀は精神を病んだため、薫から復讐心を抱かれるようになった。
終盤で今までの悪事と犯罪行為が暴かれ、途方に暮れていた時に道路に飛び出した子供を助けるために自身が飛び出し、トラックにはねられ死亡する。彼女の死後、七桜と椿に今日子が椿の目のために奔走していたこと、そして角膜提供のために自ら死を選んだことが富岡から伝えられ、実は大切にされていたという事実を知った椿の涙を誘った。

#### ゲスト

##### 第一話
- 佐山真由 - 小島藤子
- 西村里美 - 松浦雅
- 遠藤 - 結木滉星
- 「一幸堂」店長 - 関野昌敏
- 長谷健造 - 伊藤正之（第二話 - 第八話）
- 長谷房枝 - 鈴樹志保（第二話 - 第八話）
- 長谷由香莉 - 中西美帆（第三話 - 第五話、第七話 - 第八話）
- 長谷沙織 - 青島心（第三話 - 第五話、第七話 - 第八話）
- 真由の父 - 和田緑郎
- 真由の母 - 小口久仁子
- 梅田寛成 - 重徳宏
- 梅田の父 - 尾花かんじ
- 梅田の母 - 中村敦子
- 家政婦 - 勝倉けい子（第八話）

##### 第二話
- 呉服屋「白藤屋」女将 - 峯村リエ（第四話、第八話）

##### 第三話
- 柴本 - 森田甘路
- 草薫会の正客 - 児玉頼信
- 多喜川秀幸 - 丸山智己（第八話）
- 多喜川美由紀 - 黒坂真美（第八話）

##### 第四話
- 松原美鈴 - 高月彩良（第五話）
- 城島浩介 - 森岡豊
- 城島昭子 - 春木みさよ
- 角倉正彦 - 長田成哉（第五話 - 第六話）
- 角倉の父 - 中野剛（第五話 - 第六話）
- 角倉の母 - 角南範子（第五話 - 第六話）

##### 第五話
- 溝口真之介 - 吉沢悠（第六話 - 第八話)
- 向島 - 長谷川公彦

##### 第六話
- 「五月雨亭」女将 - 篠塚登紀子（第七話）

##### 第七話
- 医師 - 阪田マサノブ（第八話）

### スタッフ
- 原作 - 安藤なつみ 『私たちはどうかしている』（BE・LOVE（講談社）連載中）
- 脚本 - 衛藤凛
- 演出 - 小室直子、猪股隆一、明石広人、水野格
- チーフプロデューサー - 西憲彦
- プロデューサー - 鈴間広枝、松山雅則（トータルメディアコミュニケーション）
- 協力プロデューサー - 藤森真実
- 制作協力 - トータルメディアコミュニケーション
- 製作著作 - 日本テレビ

### ロケ地
- 平塚市総合公園（神奈川県平塚市大原）： 七桜と椿がキスした橋のある公園（8話）[16]。
- ひがし茶屋街（石川県金沢市東山）：七桜と椿が初めて手を繋いで歩いた場所（2話）[16]。
- 台ヶ原 金精軒 本店（山梨県北杜市白州町台ヶ原）：光月庵の外観[16]。
- 野田市郷土博物館（千葉県野田市野田）：椿が暮らす高月邸[16]。
- 箭弓稲荷神社（埼玉県東松山市箭弓町）：七桜が母と名乗る夕子に土下座した神社（3話）[17]
- 古民家カフェ 蓮月（東京都大田区池上）：城島が七桜を連れて訪れたカフェ（4話）[18]
- 独立行政法人 国立女性教育会館 NWEC（埼玉県比企郡嵐山町菅谷）：椿が七桜にプロポーズした場所（1話）[17]

### 主題歌
- 東京事変 「赤の同盟」（EMI Records / UNIVERSAL MUSIC JAPAN）[19]

### 放送日程
| 各話                                                                       | 放送日  | サブタイトル                                                                                | ラテ欄 | 演出              | 視聴率 |
| -------------------------------------------------------------------------- | ------- | ------------------------------------------------------------------------------------------- | --- | ----------------- | ------ |
| 第一話                                                                     | 8月12日 | 美しくスリリングな和菓子の世界の幕開け! 波乱に満ちた2人の運命が動きだす――!                  | 運命の再会… 憎き老舗和菓子屋と偽装結婚!! | 小室直子 猪股隆一 | 9.6%   |
| 第二話                                                                     | 8月19日 | 光月庵に乗り込んだ七桜に、様々な試練が立ちはだかる! そして、椿と大旦那の驚くべき確執とは…!? | 強烈嫁いびり&数々の罠!! 憎い相手と急接近!? | 小室直子 猪股隆一 | 7.8%   |
| 第三話                                                                     | 8月26日 | 七桜の正体を暴こうと暴走する今日子! 二人三脚で茶会に挑む七桜と椿を阻む壁とは!?              | 親への想いを伝える和菓子… 不器用な恋と秘密 | 猪股隆一          | 8.2%   |
| 第四話                                                                     | 9月2日  | 七桜は正体を椿に明かすのか!? 城島が七桜に急接近! 今日子と手を組む訳とは!?                   | 2人の仲裂く復讐の罠!! 一発逆転のわらび餅 | 明石広人          | 8.4%   |
| 第五話                                                                     | 9月9日  | 椿に全てを打ち明けようと決める七桜。 そして、二人の運命を揺るがす残酷な事実とは…!?          | 2人は姉弟!? 衝撃の真実… 事件の鍵 握る人物は | 水野格            | 9.2%   |
| 第六話                                                                     | 9月16日 | ついに正体を明かす日が…! そして、七桜の裏切りを知ってしまった椿は…。                        | 第1部終幕!! 犯人は女将!? 正体明かす運命の夜 | 猪股隆一 明石広人 | 9.6%   |
| 第七話                                                                     | 9月23日 | 七桜と椿が運命の再会! 交錯していくそれぞれの想いとは…!?                                     | 豹変の婚約者…蘇る記憶!! 真犯人は実の父親!? | 明石広人          | 9.3%   |
| 最終話                                                                     | 9月30日 | 運命の対決! 七桜と椿、光月庵を手にするのは!? そして、真犯人と事件の全貌が明らかに!          | 衝撃真実!! 運命を狂わせた真犯人とは!? 事件の全貌が明らかに!! 命運を懸けた最後の和菓子対決… 愛し合う2人、勝負と恋の行方は!? 怒涛の展開に号泣必至 | 水野格            | 9.6%   |
| 平均視聴率8.9%（視聴率はビデオリサーチ調べ、関東地区・世帯・リアルタイム） |         |                                                                                             | |                   |        |

- 最終話は21:00 - 22:54の2時間スペシャル。

### ショートドラマ
Huluオリジナルストーリー『女将の部屋』
1. 2020年8月19日 - 富岡編
2. 2020年9月2日 - 城島編
3. 2020年9月16日 - 栞編
4. 2020年9月23日 - 多喜川編

### 公式本
- 私たちはどうかしている 公式ビジュアルBOOK（2020年9月28日、講談社 、ISBN 978-4-06-520588-4 ）[24]
- 私たちはどうかしている シナリオBOOK（2021年2月24日、著：衛藤凛、講談社 KCデラックス、ISBN 978-4-06-520588-4 ）[25]

### Blu-ray/DVD BOX
- 2021年2月24日発売（VPXX-71832 / VPBX-14058）
  - 映像特典：SPインタビュー＆メイキング、Huluオリジナルストーリー「女将の部屋」、他
  - 封入特典：ブックレット

| 日本テレビ系 水曜ドラマ                         | 日本テレビ系 水曜ドラマ                            | 日本テレビ系 水曜ドラマ                                    |
| 前番組                                          | 番組名                                             | 次番組                                                     |
| ----------------------------------------------- | -------------------------------------------------- | ---------------------------------------------------------- |
| ハケンの品格（2020） （2020年6月17日 - 8月5日） | 私たちはどうかしている （2020年8月12日 - 9月30日） | #リモラブ 〜普通の恋は邪道〜 （2020年10月14日 - 12月23日） |

### 講談社コミックプラス
以下の出典は講談社コミックプラス内のページ。書誌情報の発売日の出典としている。
1. ↑  “『私たちはどうかしている(1)』”. 講談社コミックプラス.  講談社. 2020年3月24日閲覧。
2. ↑  “『私たちはどうかしている(2)』”. 講談社コミックプラス.   講談社. 2020年3月24日閲覧。
3. ↑  “『私たちはどうかしている(3)』”. 講談社コミックプラス.   講談社. 2020年3月24日閲覧。
4. ↑  “『私たちはどうかしている(4)』”. 講談社コミックプラス.   講談社. 2020年3月24日閲覧。
5. ↑  “『私たちはどうかしている(5)』”. 講談社コミックプラス.   講談社. 2020年3月24日閲覧。
6. ↑  “『私たちはどうかしている(6)』”. 講談社コミックプラス.   講談社. 2020年3月24日閲覧。
7. ↑  “『私たちはどうかしている(7)』”. 講談社コミックプラス.   講談社. 2020年3月24日閲覧。
8. ↑  “『私たちはどうかしている(8)』”. 講談社コミックプラス.   講談社. 2020年3月24日閲覧。
9. ↑  “『私たちはどうかしている(9)』”. 講談社コミックプラス.   講談社. 2020年3月24日閲覧。
10. ↑  “『私たちはどうかしている(10)』”. 講談社コミックプラス.   講談社. 2020年3月24日閲覧。
11. ↑  “『私たちはどうかしている(11)』”. 講談社コミックプラス.   講談社. 2020年3月24日閲覧。
12. ↑  “『私たちはどうかしている(12)』”. 講談社コミックプラス.   講談社. 2020年4月13日閲覧。
13. ↑  “『私たちはどうかしている(13)』”. 講談社コミックプラス.   講談社. 2020年8月12日閲覧。
14. ↑  “『私たちはどうかしている(14)』”. 講談社コミックプラス.   講談社. 2020年12月11日閲覧。
15. ↑  “『私たちはどうかしている(15)』”. 講談社コミックプラス.   講談社. 2021年5月13日閲覧。
16. ↑  “『私たちはどうかしている(16)』”. 講談社コミックプラス.   講談社. 2021年9月13日閲覧。
17. ↑  “『私たちはどうかしている(16) ミニカラー画集付き特装版』”. 講談社コミックプラス.   講談社. 2021年9月13日閲覧。
18. ↑  “『私たちはどうかしている(17) 桜色の連歌』”. 講談社コミックプラス.   講談社. 2022年5月13日閲覧。
19. ↑  “『私たちはどうかしている(18) 蝶の棲家』”. 講談社コミックプラス.   講談社. 2023年1月13日閲覧。
20. ↑  “『私たちはどうかしている(19) 千代の春』”. 講談社コミックプラス.   講談社. 2023年2月13日閲覧。
21. ↑  “『私たちはどうかしている テレビドラマ化記念 1巻〜3巻お買い得パック』”. 講談社コミックプラス. 2020年6月12日閲覧。
22. ↑  “『私たちはどうかしている 妻恋い (1)』”. 講談社コミックプラス.   講談社. 2024年12月22日閲覧。
23. ↑  “『私たちはどうかしている 妻恋い (2)』”.   講談社. 2025年5月13日閲覧。